# Philippe Gustave le Doulcet, Comte de Pontécoulant

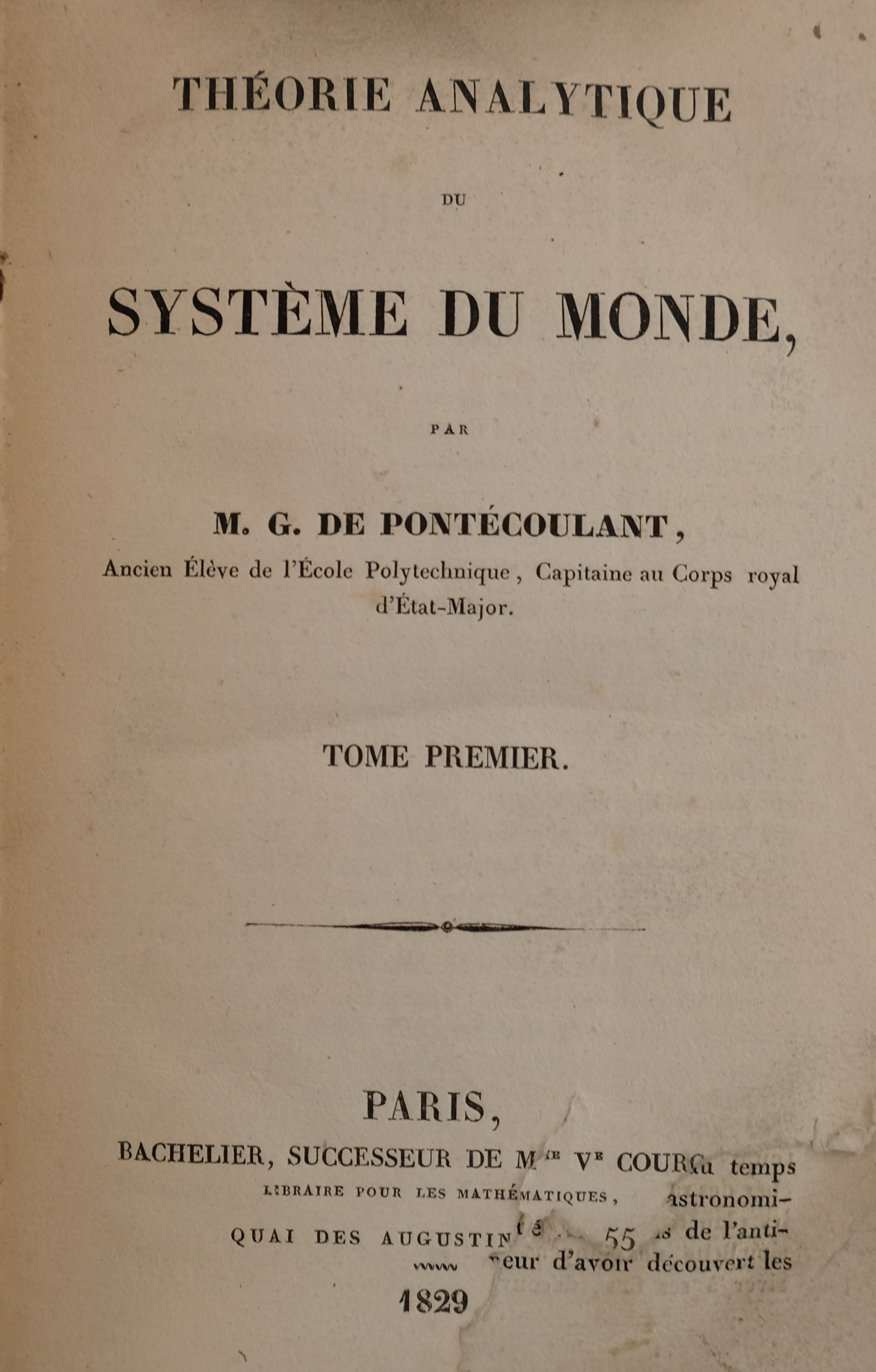
Titelblatt des Hauptwerks

Philippe Gustave le Doulcet, Comte de Pontécoulant (* 26. Juni 1795 (?) in Paris (?); † 21. Juli 1874 in Pontécoulant) war ein französischer Mathematiker und Astronom.

## Leben

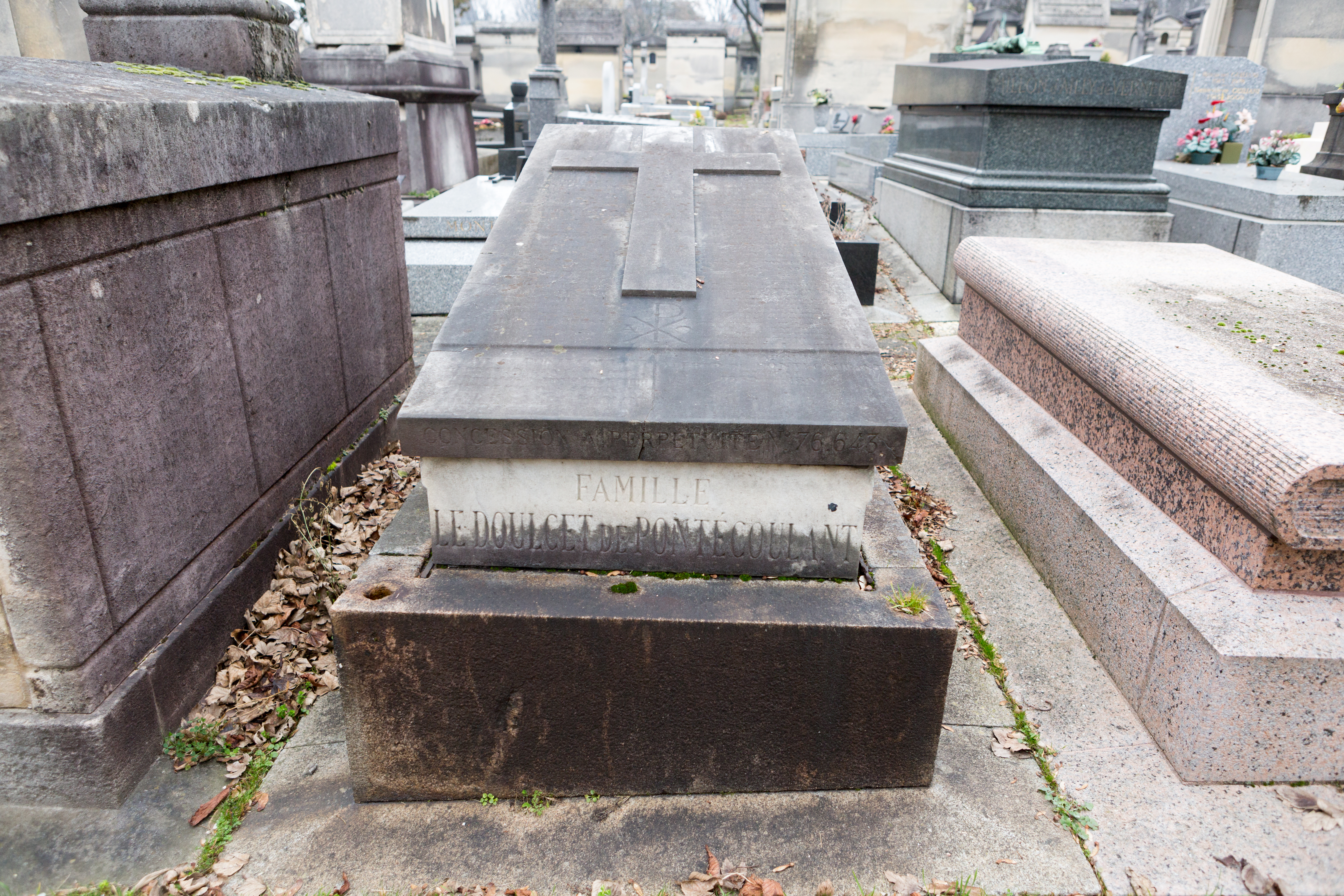
Das Familiengrab der Le Doulcet de Pontécoulant

Philippe Gustave le Doulcet ist der jüngere Sohn von Louis-Gustave Doulcet de Pontécoulant (1764–1853) und seiner Frau Marie Anne Elisabeth Marais (zirka 1765–1844). Zum genannten Geburtsdatum 26. Juni 1795 gibt es abweichende Quellen, die Annales de Normandie nennen den 11. Juni 1796. 
Laut einem Dokument der École polytechnique ging er 1811 als Sechzehnjähriger an diese Hochschule, was für 1795 spricht, allerdings besteht bei seinem älteren Bruders Louis Adolphe Le Doulcet de Pontécoulant ebenfalls eine Unsicherheit bezüglich dessen Geburtsdatums (1794 oder 1795), so dass die Quellenlage keine Entscheidung zulässt. Da sich sein Vater (mit Familie?) als Mitglied des Rats der Fünfhundert ab 1795 wohl in Paris aufgehalten hat, ist die Quellenlage bzgl. der Geburtsortes, Caen oder Paris, entsprechend uneinheitlich. 
Jedenfalls trat Philippe Gustave le Doulcet 1811 in die École polytechnique ein, ging anschließend zur Artillerie, verfolgte zur Zeit der Julimonarchie eine militärische Karriere und schied 1849 im Range eines Colonel d'État Major aus dem Militärdienst aus. Er war auch politisch tätig und galt als liberal progressiv. Er wurde in den Jahren 1831, 1837, 1843 und 1852 in den Stadtrat von Pontécoulant gewählt, gab dies aber 1855 wegen seiner Unzufriedenheit mit dem Bürgermeister auf. Ferner war er im Rat von Condé-sur-Noireau vertreten. Es gelang ihm aber trotz mehrerer Anläufe nicht, einen Abgeordnetensitz zu erringen.
Le Doulcets Leidenschaft waren die Mathematik und die Astronomie. 
1829 veröffentlichte er die ersten beiden Bände seines Hauptwerks Théorie analytique du système du monde (Analytische Theorie des Weltsystems), in dem er sich mit den Methoden der Himmelsmechanik befasste. 1834 folgte ein dritter Band und 1836 ein vierter, in dem er sich detailliert mit der Bewegung des Mondes auseinandersetzte.
Diese Bände fanden große Beachtung, aber auch Kritik von Peter Andreas Hansen bezüglich der behaupteten Genauigkeit der vorgestellten Methoden. 1829 berechnete er den Periheldurchgang des 1835 wiederkehrenden Halleyschen Kometen auf den 7. November 1835 und korrigierte dies später unter Berücksichtigung des Einflusses der Erde und neuerer Bestimmungen der Jupitermasse auf den 14. November. Der tatsächliche Durchgang fand dann am 16. November statt, also nur zwei Tage später als seine Vorhersage.
Philippe Gustave le Doulcet de Pontécoulant war seit 1822 mit Corinne Élisa Mimaut verheiratet. Aus der Ehe gingen fünf Kinder hervor. Er starb am 21. Juli 1874 und ist auf dem Friedhof Père-Lachaise in Paris begraben.

## Bücher
- Gustave de Pontécoulant: Théorie analytique du système du monde. Bände I, II, II, IV. Bachelier, Paris 1829 (französisch, die ersten beiden Bände erschienen 1829, der dritte 1834, der vierte 1836).
- Gustave de Pontécoulant: Traité élémentaire de Physique Céleste ou Précis d'astronomie théorique et pratique (2 Bände). Carilian-Goeury ar V Dalmont, Paris 1840 (französisch, bnf.fr).
- Gustave de Pontécoulant: Souvenirs Militaires – Napoléon à Waterloo; ou, Précis rectifié de la campagne de 1815, avec des documents nouveaux et des pièces inédite. Hrsg.: J. Dumaine. Librairie militaire, Paris 1866 (französisch).

## Ehrungen
- Le Doulcet wurde am 19. Januar 1832 zum korrespondierenden Mitglied der Berlin-Brandenburgischen Akademie der Wissenschaften gewählt.[1]
- Am 10. April 1835 wurde er in die Royal Astronomical Society aufgenommen.[2]
- Im Jahre 1935 benannte die Internationale Astronomische Union den Mondkrater Pontécoulant offiziell nach Philippe Gustave le Doulcet, comte de Pontécoulant'.[8]

Bemerkung: Philippe Gustave le Doulcet war wegen einiger Widersacher nie Mitglied der Académie des sciences.